# Тасм
Тасм (тасміти) — в арабській  міфології одне з «корінних»  аравійських племен, що жило на сході  Аравії. Згідно з переказами, один з тасмітів правив сусіднім плем'ям —  джадіс — і всіляко його пригноблював, зокрема, запровадивши для себе право першої ночі, і одного разу плем'я джадіс вирішило  помститися  цьому правителеві. Джадісіти сховали в піску зброю та запросили всіх тасмітів на весільний бенкет, де і перебили їх, діставши заховану зброю. Єдиний тасміт, якому вдалося врятуватися в цій різанині, побіг за допомогою до єменського царю Хасану — союзника тасмітів. Хасан зібрав велике військо і рушив на столицю джадісітів — місто ал-Джаув. У трьох днях шляху від нього єменські воїни для маскування взяли в руки гілки дерев, але їх помітила ал-Іамала — дівчина з племені джадіс, яка мала гострий зір. Аль-Іамала попередила джадісітів про «ліс», що рухався до них, але одноплемінники не повірили їй, в результаті чого були захоплені зненацька та перебиті. Сама ал-Іамала за наказом царя Хасана була спочатку  засліплена, а потім  розп'ята на воротах міста, який з тих пір став називатися її ім'ям — аль-Іамала.